# Deutscher Hanfverband
Der Deutsche Hanfverband ist eine Firma mit Georg Wurth als alleinigen Geschäftsführer, der sich für die Legalisierung von Cannabis einsetzt. Er wurde 2002 in Berlin gegründet und besitzt Stand 2023 ungefähr 9000 Unterstützer sowie 24 lokale Ortsgruppen.

## Geschichte
Der Deutsche Hanfverband wurde im Mai 2002 als eigenständige Abteilung der Agentur Sowjet gegründet. Im Oktober 2004 erfolgte die Ausgliederung und der DHV wurde zum eigenständigen Unternehmen. Inhaber des Unternehmens ist seitdem der heutige Geschäftsführer Georg Wurth. Anfangs verstand sich der Deutsche Hanfverband als Branchenverband der Unternehmen der Cannabiswirtschaft. Seit 2006 traten vermehrt private Spender bei. Anfang 2020 wurde dieser Entwicklung Rechnung getragen und der Branchenverband Cannabiswirtschaft mitbegründet, dessen Geschäftsführer der ehemalige DHV-Mitarbeiter Jürgen Neumeyer wurde. Seitdem versteht sich der DHV ausschließlich als Bürgerrechtsbewegung für die Legalisierung von Cannabis. Er ist der größte seiner Art in Deutschland und setzt sich neben der Legalisierung von Cannabis als Rauschmittel auch für Cannabis als Arzneimittel und für die freie Verwendung von Nutzhanf ein.

## Aufgaben
Die Hauptaufgaben des Deutschen Hanfverbands umfassen politischen Lobbyismus und Öffentlichkeitsarbeit bezüglich einer umfänglichen Regulierung und Legalisierung von Cannabis in Deutschland. Weiterhin bietet der DHV seinen Unterstützern Beratung zum Drogenstrafrecht und Führerscheinproblemen (MPU) in Zusammenhang mit Cannabis an.

## Ortsgruppen
Der DHV veröffentlichte im Januar 2015 ein Ortsgruppenkonzept für ehrenamtliche Unterstützer. Zurzeit (Stand 22. Januar 2022) gibt es 24 DHV-Ortsgruppen: Augsburg, Bergisches Land, Berlin, Bielefeld, Bochum, Bonn, Braunschweig, Chiemgau, Dresden, Hamburg, Düsseldorf, Freiburg, Halle-Saalekreis, Leipzig, Karlsruhe, Magdeburg, München, Münster, Mönchengladbach, Oldenburg, Tübingen, Regensburg, Rhein-Neckar, Stuttgart.

## Politische Einflussnahme, Geschichte und Kampagnen

### Cannabis-Petition 2010
Der DHV startete über das E-Petitionenportal der Bundesregierung im Oktober 2010 eine Petition zur Entkriminalisierung von Cannabis. Diese zeichneten 21309 Unterstützer online und weitere 10.420 postalische Unterzeichner.
Die Forderungen umfassten:
1. Die bundeseinheitliche Anhebung der geringen Menge auf 30 g, sowie ein Verzicht auf Beschlagnahmungen und Eröffnung von Strafverfahren unterhalb dieser Menge.
2. Die Entkriminalisierung des Anbaus von Cannabis zum Eigenbedarf sowie die Gründung von Cannabis Social Clubs (CsC)s.
3. Die Einführung eines THC-Grenzwertes für die Teilnahme am Straßenverkehr.
4. Das Ablassen von schweren Grundrechtseingriffen wie z. B. Hausdurchsuchungen und erkennungsdienstliche Behandlungen seitens der Exekutive in Hinblick auf geringe Mengen von Cannabis.

Georg Wurth war im Ausschuss für Gesundheit des Deutschen Bundestages als Sachverständiger für die Anhörung zum Antrag „Legalisierung von Cannabis durch Einführung von Cannabis-Clubs“ der Fraktion die Linke geladen. Die Fraktion der Grünen in Kassel hat 2013 auf Initiative von Wurth ebenfalls einen entsprechenden Antrag im Kommunalparlament eingereicht. Die Hanffreunde Münster gründeten sich in Folge eines CSC-Bürgerantrages auf Basis einer DHV-Mustervorlage. Der Münsteraner Antrag wurde am 16. September 2015 mit breiter Mehrheit im Stadtrat beschlossen. Das BfArM lehnte den Antrag der Stadt jedoch ab. Ein auf medizinisches Cannabis begrenzter Modellprojektantrag zur Bekämpfung der Lieferengpässe erhielt die Unterstützung des Münchener Oberbürgermeisters Dieter Reiter und wurde am 10. Mai 2019 einstimmig beschlossen.
Nach einer abschließenden Beratung am 20. Februar 2014 im Petitionsausschuss des Bundestags wurde beschlossen: 
„Das Petitionsverfahren abzuschließen, weil dem Anliegen nicht entsprochen werden konnte.“

### Zukunftsdialog der Bundesregierung 2012
Die deutsche Bundesregierung veranstaltete von Mai 2011 bis Juli 2012 ein Diskussionsforum mit Wissenschaftlern und Fachleuten unter dem Titel „Menschlich und erfolgreich. Dialog über Deutschlands Zukunft“. Ergänzert wurde dieser um einen Bürgerdialog auf der Internetplattform dialog-ueber-deutschland.de, auf welcher Einzelpersonen Fragen an die damalige Kanzlerin Angela Merkel stellen konnten. Die 20 Fragen mit den meisten Zustimmungen der Nutzer wurden anschließend von der Kanzlerin persönlich beantwortet und der DHV belegte mit seiner Frage den zweiten Platz. Die Kanzlerin stand der vom DHV formulierten Frage nach einer Regulierung des Cannabismarktes in Deutschland ablehnend gegenüber, versprach aber auf einem Treffen mit den 20 erfolgreichsten Fragestellern sich der Thematik nochmals zu öffnen und traf sich im März 2013 mit Experten aus Medizin, Betäubungsmittelregulierung und Prävention zum Meinungsaustausch.

### Millionärswahl 2014
Georg Wurth nahm im Januar 2014 an der Millionärswahl von der ProSiebenSat.1 Media teil. Im Vorfeld wurde Wurth bereits als Favorit gehandelt. Er gewann am 25. Januar 2014 in seiner Funktion als Geschäftsführer des DHV die Castingshow und damit eine Million Euro. Unterstützer wurden mobilisiert, indem im Vorfeld Parallelen zum Colorado Amendment 64, das kurz zuvor, am 1. Januar, in Kraft getreten ist, propagiert wurden. Obwohl die Sendung ein Quotendesaster für die Sender war, löste seine Teilnahme eine kontroverse Diskussion aus. Der Gewinn der Show floss in den Ausbau des DHV – mehr Mitarbeiter, neues Büro und Videoraum – sowie in Kampagnen, um das Thema „Legalisierung von Cannabis“ verstärkt an die Öffentlichkeit zu bringen. Die größte Kampagne sollte dabei die Ausstrahlung der ersten deutschen Werbespots zur Legalisierung von Cannabis werden.

### Werbespots für Cannabislegalisierung in deutschen Kinos
Ende 2014 produzierte der Deutsche Hanfverband Werbespots für eine Cannabislegalisierung. Nach der Weigerung vieler Fernsehsender, die Spots auszustrahlen, liefen sie deutschlandweit in 390 Kinos und sorgten dafür, dass das Thema Cannabislegalisierung in breite Teile der deutschen Bevölkerung getragen wurde. Finanziert wurden die Werbeclips durch die Mittel, die der DHV Geschäftsführer Georg Wurth bei der Fernsehshow Millionärswahl gewonnen hatte. Die Spots generierten ein hohes Maß an medialem Interesse, so dass sie als der Teil der Berichterstattung letztendlich doch im Fernsehen gezeigt wurden.

### Cannabispetition im Bundestag 2017
2017 startete der Deutsche Hanfverband erneut eine Petition zur Legalisierung von Cannabis in Deutschland. Die Petition zeichneten 78.974 Unterstützer und sie ist Stand 2022 noch immer anhängig im Petitionsausschuss des Bundestages. Die Petition forderte: 
„Der Bundestag möge den Markt für Cannabis als Genussmittel regulieren und dabei besonders die Aspekte Jugendschutz, Prävention, Verbraucherschutz und Qualitätskontrolle berücksichtigen.“
Es handelt sich um die erste Cannabispetition in der Geschichte der Bundesrepublik Deutschland, die das Quorum von 50.000 Unterzeichnern erreichte und wurde folglich auch offiziell im Petitionsausschuss des Bundestages durch den DHV Geschäftsführer Georg Wurth vorgestellt und durch den Ausschuss diskutiert. Es handelte sich um die erfolgreichste Petition des Jahres 2017.

### Studie „Die Kosten der Cannabis-Prohibition in Deutschland“ 2018
Der Deutsche Hanfverband beauftragte den Wettbewerbsökonomen Justus Haucap des Düsseldorf Institute for Competition Economics, eine Studie über die wirtschaftlichen und fiskalischen Auswirkungen der Cannabisprohibition zu erstellen, welche im November 2018 erschien. Die Studie lieferte erstmals belastbare Zahlen hinsichtlich der Kosten der deutschen Prohibitionspolitik und erregte deutschlandweit mediale und politische Aufmerksamkeit. Die Studie errechnete, dass der deutsche Staat im Falle einer Cannabislegalisierung 2,6 Mrd. € einnehmen bzw. einsparen könnte durch Steuereinnahmen und Einsparungen bei der Strafverfolgung in Zusammenhang mit Cannabis. Im November 2021 veröffentlichte Justus Haucap ein Update der Studie und bezifferte das Einsparungspotential auf 4,7 Mrd. €.

### Justizoffensive 2019 – Mustervorlage für Verfassungsbeschwerden
Mit dem Ziel das Cannabisverbot auch wieder vor das Bundesverfassungsgericht zu bringen, ließ der Deutsche Hanfverband von den Anwälten Henriette Scharnhorst und Johannes Honecker eine Mustervorlage für Verfassungsbeschwerden erstellen. Diese konnte sowohl von Beschuldigten als auch Richtern verwendet werden, um einen Normenkontrollantrag nach Art 100 Abs. 1 GG (Richter) oder eine Verfassungsbeschwerde gemäß Art. 93 Abs. 1 Nr. 4a GG (Beschuldigter) einzulegen. Die Vorlage wurde von den Amtsgerichten in Bernau, Münster und Pasewalk für Normenkontrollanträge beim Bundesverfassungsgericht eingereicht. Im Juni 2023 wurden die Anträge mit Verweis auf das Cannabisurteil 1994 als unzulässig beurteilt.

### „Mehrheit für Legalisierung 2020“ Kampagne
Im Hinblick auf die nahende Bundestagswahl 2021 sprach der Deutsche Hanfverband mit der Kampagne „Mehrheit für Legalisierung“ vor allem Cannabis- kritische Bevölkerungsgruppen an, um die Mehrheit der deutschen Bevölkerung von der Richtigkeit einer Legalisierung zu überzeugen. Dazu wurde im September 2020 die Website cannabisfakten.de als Portal für belegbare und seriöse Informationen rund das Thema Cannabis erstellt und öffentlich mit Großplakaten und Werbematerial beworben. Ergänzt wurde dies durch die Aktion „Promis für Legalisierung“, bei der sich Prominente deutsche Persönlichkeiten wie Hella von Sinnen, Claus Dieter Clausnitzer, Klaus Nierhoff, Mark Benecke und Rainer Biesinger für eine Legalisierung von Cannabis und eine neue Drogenpolitik einsetzten. Die Bundeszentrale für gesundheitliche Aufklärung (BZgA) startete im Oktober 2020 ein eigenes Infoportal unter cannabispraevention.de im Rahmen der „Mach dich schlau“- Kampagne.

### „Zeit für Legalisierung!“ Kampagne 2021
Zur Bundestagswahl 2021 startet der Deutsche Hanfverband die Kampagne „Zeit für Legalisierung!“ mit dem Ziel die Cannabislegalisierung zum Wahlkampfthema zu machen. Dazu rief der DHV auf, den jeweiligen Wahlkreiskandidaten postalisch bzw. über soziale Netzwerke aufzufordern, sich für die Legalisierung von Cannabis einzusetzen. Dazu bot der DHV die Kontaktadressen sowie Formulierungsvorschläge auf seiner Homepage an. Beworben wurde die Kampagne auch auf Großplakaten deutschlandweit, die zum Teil direkt durch Spenden finanziert wurden. Das Thema Cannabis wurde im Wahlkampf teils kontrovers diskutiert und war mit unterschiedlichen Vorschlägen in den Wahlprogrammen der Parteien SPD, FDP, Die Linke und Bündnis 90/Die Grünen enthalten.

### Landtagswahlen 2022
Der Fokus des Hanfverbandes lag 2022 auf der Unterstützung cannabisfreundlicher Parteien bei den Landtagswahlen in Niedersachsen, Nordrhein-Westfalen, Schleswig-Holstein und dem Saarland. Ziel sollte es sein, eine Mehrheit im Bundesrat zu erreichen, da eine vollständige Legalisierung nur mit Zustimmung des Bundesrats möglich ist. Dazu wurden unter anderem Werbespots geschaltet und Analysen der Wahlprogramme durchgeführt.

## Finanzierung
Der Deutsche Hanfverband finanziert sich hauptsächlich durch Privatspenden und Firmensponsoring. Weiterhin werden zudem Einnahmen über den eigenen Internetshop generiert.
Um etwaiger Kritik hinsichtlich des Bestehens als Privatunternehmen entgegenzuwirken, veröffentlicht der DHV jährlich seine Einnahmen-Überschussrechnung.